# 若林則康
若林 則康（わかばやし のりやす、1967年6月19日 - ）は、NHKのシニアアナウンサー。

## 人物
愛知県知多市出身。愛知県立知多東高等学校を経て、上智大学卒業後、1991年に入局。
主に地域報道やスポーツ中継、災害現場からの中継など第一線を見つめた。
最近からは眼鏡をかけて出演することが多くなった。
好きな食べ物は白桃。

## 出演番組
松江放送局時代（1991年6月 - 1995年7月）
- 島根県のニュース・中継・リポート

鹿児島放送局時代（1995年7月 - 1998年7月）
- 鹿児島県のニュース・中継・リポート
- ニュースネットかごしま630

名古屋放送局時代（1度目）（1998年7月 - 2002年7月）
- おはよう東海（1回目）
- 東海3県、東海北陸地方のニュース

金沢放送局時代（2002年7月 - 2006年6月）
- 石川県のニュース・中継・リポート
- みまっしワイド・かがのと505
- いしかわワイド・ほっとブレイク

岐阜放送局時代（2006年6月 - 2008年6月）
- ゆうどきネットワークぎふ（2006年6月 - 2007年3月9日）
- ほっとイブニングぎふ（リポーター・キャスター代行）

ラジオセンター時代（2008年6月 - 2011年7月）
- ラジオ深夜便（「明日へのことば」ディレクター）

鳥取放送局時代（2011年7月 - 2014年5月）
- 鳥取県のニュース・中継・リポート

釧路放送局時代（2014年6月 - 2016年3月）
- ほっとニュース北海道 釧路（キャスター）
- アナウンス統括

山形放送局時代（2016年度 - 2019年5月）
- やままる（いま旬!道の駅レポーター）
- 山形県のニュース
- ニュースやまがた845（不定期）
- デスク業務

名古屋放送局時代（2度目）（2019年6月 - 2021年6月）
- 東海北陸・東海3県のニュース
- ラジオデスク業務
- ニュース845 （不定期）

水戸放送局時代（2021年7月 - 2022年6月）
- 茨城県のニュース
- 茨城ニュース845（不定期）
- いば6（不定期、 中継・リポート）
- アナウンス統括代理（デスク業務）

名古屋放送局時代（3度目）（2022年7月 - 2023年3月）
- おはよう東海（2回目）
- ニュース845（不定期）
- 東海3県、東海北陸地方のニュース

富山放送局時代（2023年4月 - ）
- 富山県のニュース
- おはよう北陸（不定期）（2025年度よりおはよう富山から変更）
- ニュース富山人（キャスター代行、中継）
- アナウンスグループ統括代理（デスク業務）
- 緊急報道（富山放送局発）